# Анспранд
Анспранд (Ansprand; * 660/ 661; † 712) e крал на лангобардите през 712 г.

## Биография
През 700 г. той е регент на Лиутперт, малолетният син на крал Кунинкперт. След осем месеца против Анспранд се надига херцогът на Торино Рагинперт и успява да го победи в битката при Новара. Рагинперт умира през 701 г., а синът му Ариперт II става крал и с голяма жестокост наказва своите противници. Анспранд е принуден да бяга от Италия в Бавария. Младият Лиутперт е убит през 703 г. Семейството на Анспранд е наказано жестоко: на сина му Зигипранд изваждат очите, на жена му Теодора и на неговата сестра Аурона отрязват носа и ушите, само синът му Лиутпранд успява да избяга при баща си.
Баварският херцог Теудеберт, който е от династията на Агилолфингите подобно на други лангобардски крале, приема Анспранд при себе си и му помага с всички сили. През 712 г. той му дава армия, с която Анспранд тръгва през Алпите. При Павия се бие с войската на Ариперт II, който преждевременно се отдръпва от войната, при което неговата армия въстава. Ариперт II бяга, но се удавя, когато натоварен с богатство иска да преплува река Тесин.
Анспранд става крал, но надживява своята победа над Ариперт II само с три месеца.
Наследник на Анспранд е синът му Лиутпранд.